# Alfons von Pawel-Rammingen
Alfons von Pawel-Rammingen (27 de julho de 1843 – 20 de novembro de 1932) foi o marido da princesa Frederica de Hanôver, filha do rei Jorge V de Hanôver e sua esposa Maria de Saxe-Altemburgo.

## Início de vida
Alfons nasceu em 27 de julho de 1843, filho do barão Emil von Pawel-Rammingen, um funcionário do governo do Ducado de Saxe-Coburgo-Gota e da baronesa Luitgarde von Friesen e irmão de Anna, esposa do barão Oswald von Coburg, filho de um filho ilegítimo do príncipe Luís Carlos de Saxe-Coburgo-Saalfled (terceiro filho de Ernesto Frederico de Saxe-Coburgo-Saalfeld).

## Casamento

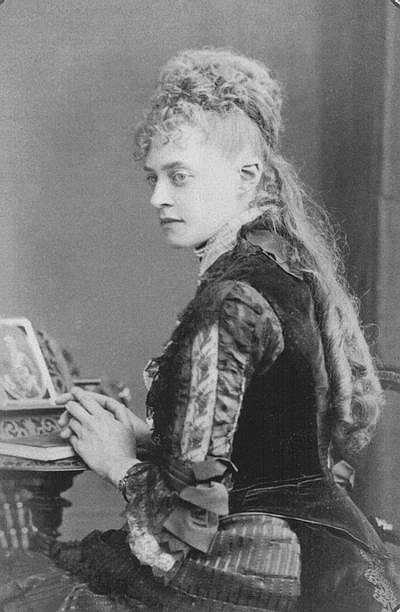
Frederica, esposa de Alfons

Em 24 de abril de 1880, Alfons casou com a princesa Frederica de Hanôver, a segunda filha, a primeira menina, do rei Jorge V de Hanôver e sua esposa Maria de Saxe-Altemburgo. O casamento teve lugar no Castelo de Windsor, presidida pelo Bispo de Oxford.
Após seu casamento Alfons e Frederica eles viveram em um apartamento no Hampton Court Palace. O apartamento era na ala sudoeste da frente oeste do palácio na suíte anteriormente chamado "Alojamentos Senhora da empregada" o. Frederica e Alfons teve uma filha que nasceu e morreu em Hampton Court Palace:
- Vitória Georgina Beatrice Maude Ana von Pawel-Rammingen (7 de março de 1881 - 27 de março de 1881).[3] Ela foi enterrada no Albert Memorial Chapel, em Capela de São Jorge no Castelo de Windsor.[4] [5]

Alfons e Frederica eram convidados frequentes no Castelo de Windsor e em Osborne House.

## Viuvez e morte
Sua esposa Frederica morreu em 1926 em Biarritz.
Alfons morreu no dia 20 de novembro de 1932 aos 89 anos de idade.

## Títulos
- 27 de julho de 1843 - 20 de novembro de 1932: Barão Alfons von Pawel-Rammingen